# ジェームズタウン (ニューヨーク州)
ジェームズタウン（英: Jamestown）は、アメリカ合衆国ニューヨーク州の西部、シャトークア郡南西端にある都市である。2010年国勢調査での人口は31,146 人だった。北西のエリー湖と南のアリゲイニー国立の森の間に位置し、シャトークア郡では人口最大の自治体である。近くにあるシャトークア湖は淡水湖であり、釣り人、ボートを楽しむ人、自然愛好家に親しまれている。シャトークア・インスティテューションは約17マイル (27 km) 離れた所にあり、夏の9週間で、音楽、演劇、授業と講義を提供している。
ジェームズタウン出身の著名人としては、コメディアンのルシル・ボール、アメリカ合衆国最高裁判所判事のロバート・ジャクソン、博物学者ロジャー・トーリー・ピーターソン、歌手のナタリー・マーチャント、NFLのコミッショナー、ロジャー・グッデル等がいた。ジェームズタウンで開発された商品としては、モンキーレンチや投票集計器があった。
ジェームズタウンはかつて「世界の家具の首都」と呼ばれたことがあり、ファニチャー・マートで開催された展示会には世界中から観衆を集めていた。その展示会に使われた建物は現在も残っており、様々な会社の事務所になっている。

## 歴史

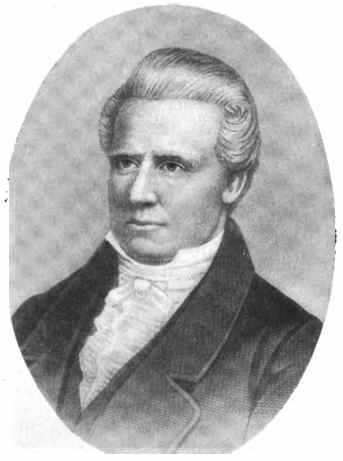
ジェイムズ・プレンダガスト、ジェームズタウンの創設者

ジェームズタウンの名前はシャトークア郡の初期開拓者ジェイムズ・プレンダガストにちなんで名付けられた。その一家が1806年に、現在のシャトークア郡と呼ばれる地域で、3,500エーカー (14 km2) の土地を購入した。プレンダガストは現在のジェームズタウンとなっている地域を探検した。その地域が貴重なものだと判断したので、1808年に、さらに1,000エーカー (4.0 km2) の土地を買い増した。1809年秋、プレンダガストとその雇人であるジョン・ブロワーズが丸太小屋を建て、それがジェームズタウン初の建物となった。その後シャダコイン川沿いに別の丸太小屋と工場およびダムが建設された。1855年、火の用心のために夜警が創設された。
ジェームズタウンは1827年にビレッジとして法人化され、1886年4月19日に市として法人化された。1886年4月13日には、オスカー・F・プライスが初代市長に選出された。ジェイムズ・マレーが初代警察署長に指名され、6人の警官を率いることになった。
1887年、ジェームズタウン電灯電力会社、アート・メタル、WCA病院がそれぞれ設立された。1888年、ジェームズタウン毛糸紡績会社が設立され、ホリー・トリニティ・ルーテル教会の礎石が置かれた。1889年、アメリカン・アリストタイプ会社が設立された。1890年、ジェームズタウンでは初の電車が登場した。1891年、火事で3番通りとパイン通りの角にあった旧ホームステッド・ホテルが焼け、4人が死んだ。同年、ジェイムズ・プレンダガスト図書館と市営発電所が建設された。

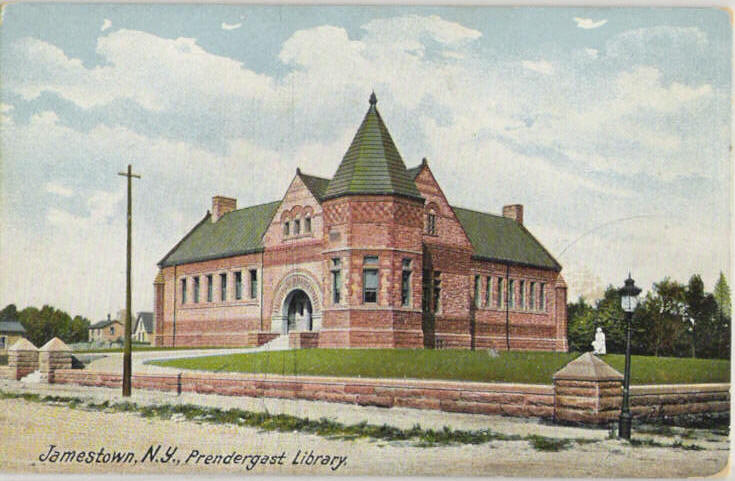
プレンダガスト図書館、1901年から1907年の絵葉書

1892年、シャトークア・ウーステッド工場が結成された。1893年、ジェームズタウン・ベニヤ工場がネイサン・ウィルソンによって始められ、町で初のアイスクリーム会社がコリンズ・アイスクリームを作り始めた。1895年、市役所の礎石が置かれ、市政委員会が木製の歩道を作らないことを決めた。同年、エリエザー・グリーンが市長に選出された。1896年、エンパイア・ウーステッド工場が結成された。1898年、シャトークア・タオル工場が開設された。1899年、ヘンリー・H・クーパーが市長に選出された。1900年、ティンカム兄弟がその事業を始めた。ファニチャー・インデックスが出版され、ホール・テクスタイル・コーポレーションが結成された。1903年、ジェームズタウンが上水道を購入し、J・P・ダニエルソン工具会社が組織された。1906年、ジェイムズ・L.ウィークスが市長に選出された。1907年、クレセント工具会社をカール・ピーターソンとチャールズ・F・フォールダインが始めた。1908年、サミュエル・カールソンが市長に選出された。同年、ミュージック・スタディ・クラブとジェームズタウン交響楽団が活動を始めた。
1910年、ジェームズタウン総合病院建設のために掘削が開始された。この病院は現在も残っている。1911年、ノーデン・クラブが始まった。8月6日女優ルシル・ボールがジェームズタウンで生まれた。1911年9月28日、最初の飛行機がジェームズタウンの頭上を飛んだ。1914年、ノーデン・クラブハウスが完成した。1917年4月8日、E中隊が警備任務に出発した。同年、エマーソン・ガラス会社が出発した。1918年、飛行機のプロペラを作るためにジェームズタウン・コーポレーションが結成された。同年にはまた、ボートランディングで蒸気船「シティ・オブ・ピッツバーグ」が沈没した。1918年7月7日、アイラ・ルー・スプリングが第一次世界大戦のフランスでジェームズタウン出身者として初の戦死者となった。
1921年、ゾンタ・クラブが組織された。1925年、ホテル・サミュエルズが売却された。同年、スコッティシュ・ライト・テンプルが正式に開設され、納税者は3番通り橋建設のために35万ドル債券発行を住民投票で承認した。翌年、3番通り橋が完成した。この橋は現在も残っている。1927年、ジェームズタウンはビレッジとして法人化されてから100周年を祝った。同年、ラーズ・ラーソンが市長に選出された。1930年、サミュエル・A・カールソンが再度市長を務めた。1931年、火事で旧マーティン工場が焼けた。また市はナイアガラ・ロックポート・アンド・オンタリオ電力会社を買収した。

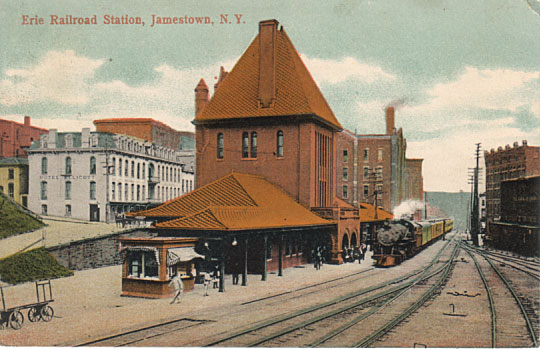
エリー鉄道の駅、1909年の絵葉書

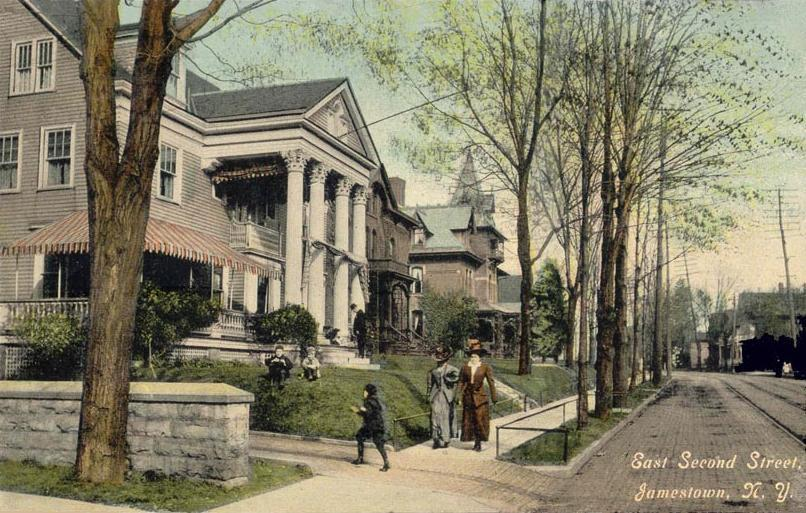
東2番通り、1910年頃

1932年、新しい武器庫のために整地が行われ、エリー鉄道駅が完成し、コミュニティ・チェストが恒久的に結成された。1933年、エルク家具会社が売却された。また、ミルトン・カールソンとフレデリック・ラーソンがジェームズタウン空港を引き受けた。教育委員会が学校林の権利を受けた。1933年にはまた、市政委員のレオン・F・ロバーツが市長に選出された。1934年、ジェームズタウン空港会社が空港を市に提供し、市は古い武器庫を救済センターとして確保した。ニューディール政策の一環として、新しい高校のために整地が行われ、世界恐慌の間の職を提供した。
1935年、教育委員会が新しい工業美術ビルを開設し、市政委員会が北メインストリートに31万4千ドルで空港を承認した。11月、ジェームズタウン高校が正式に開校された。1937年、テンプル・ヘスド・エイブラハムが開設され、アルフレッド・カレッジエイト・イクステンション・センターが80人の学生で開校した。1938年、ハリー・C・エリクソンが市長になり、ジェームズタウン総合病院の産科分館が開設された。1939年、戦時の物資生産のために市政府が12の計画を検討した。また市の新しい空港が正式にオープンした。
1940年、PONYリーグ野球が始まり、E中隊が連邦の任務に派遣された。1941年、ジェームズタウン市営スタジアムが開設され、サミュエル・A・ストロースが市長に選出された。1942年、東2番通りの拡張が発注され、火事で古い州立武器庫が破壊された。1945年、竜巻に襲われた。1946年、カーライル・C・リング博士が教育監督官に指名された。現在もあるC・C・リング小学校はこのリングにちなむ命名である。1950年、ジェームズタウン・コミュニティカレッジが開校した。
1951年、スタンリー・A・ウィークスが市長に選出され、市営発電所の増設部が開設された。1954年、サミュエル・A・ストロースが市長に選出され、アレゲニー航空がジェームズタウンを経由して東西方向の運航を始めた。1955年、カール・F・サンフォードが市長に選出された。1956年、ルシル・ボールとデジ・アーナズがジェームズタウンを訪問した。1957年、ジェームズタウン市営空港の滑走路改良のために40万ドルが追加された。1958年、新しい下水処理場が開設され、バッファロー通りポンプ場が近代化され、ジェームズタウン総合病院の新しい棟ができた。1959年、新しい郵便局が運営を始めた。1960年、ジェームズタウンに最初の家屋が建設されてから150周年を祝った。同年、モホーク航空がジェームズタウン空港への運航を始めた。
1961年、ジェームズタウン・コミュニティカレッジが現在のファルコナー通りキャンパスに移転し、ウィリアム・D・ホワイトヘッドが市長に選出された。1963年、メインストリートと2番通りの角に市では最初の駐車場が開設され、フレデリック・H・ダンが市長に選出された。アレン通りのグランディン・ミルズが火事で焼失し、歌手のナタリー・マーチャントが町で生まれた。1964年、ワシントン通り橋が完成した。1967年、ジェームズタウン高校に増設分が完成した。また、ジェームズタウン・コミュニティカレッジに新しく科学工学ビルが完成した。同年、フレデリック・H・ダンが市長に選出された。1968年、ジェイムズ・プレンダガスト・フリー図書館の増設分が完成した。1969年、チェリー通り駐車場が開設された。エリー・ラッカワナ鉄道の運行が停止され、スタンリー・N・ランディンが市長に選出され、新しい、グスタブス・アドルファス児童館がオープンした。1970年、ブルックリン広場都市再生プロジェクトに最後の承認が降りた。
1970年代を通じて、ブルックリン広場の家屋が移転され、多くの店舗も移った。2006年に第2都市再生プロジェクトが提案され、2007年に工事が開始された。1980年から13回、ベーブルース・ワールドシリーズを開催しており、2008年には13歳ベーブルース・ワールドシリーズを開催した。ジェイムズ・プレンダガスト・フリー図書館は、人口25,000人から49,999人の町におけるサービスで、HAPLRによる全国10傑に定期的に入っており、2004年は第4位で最高位だった。

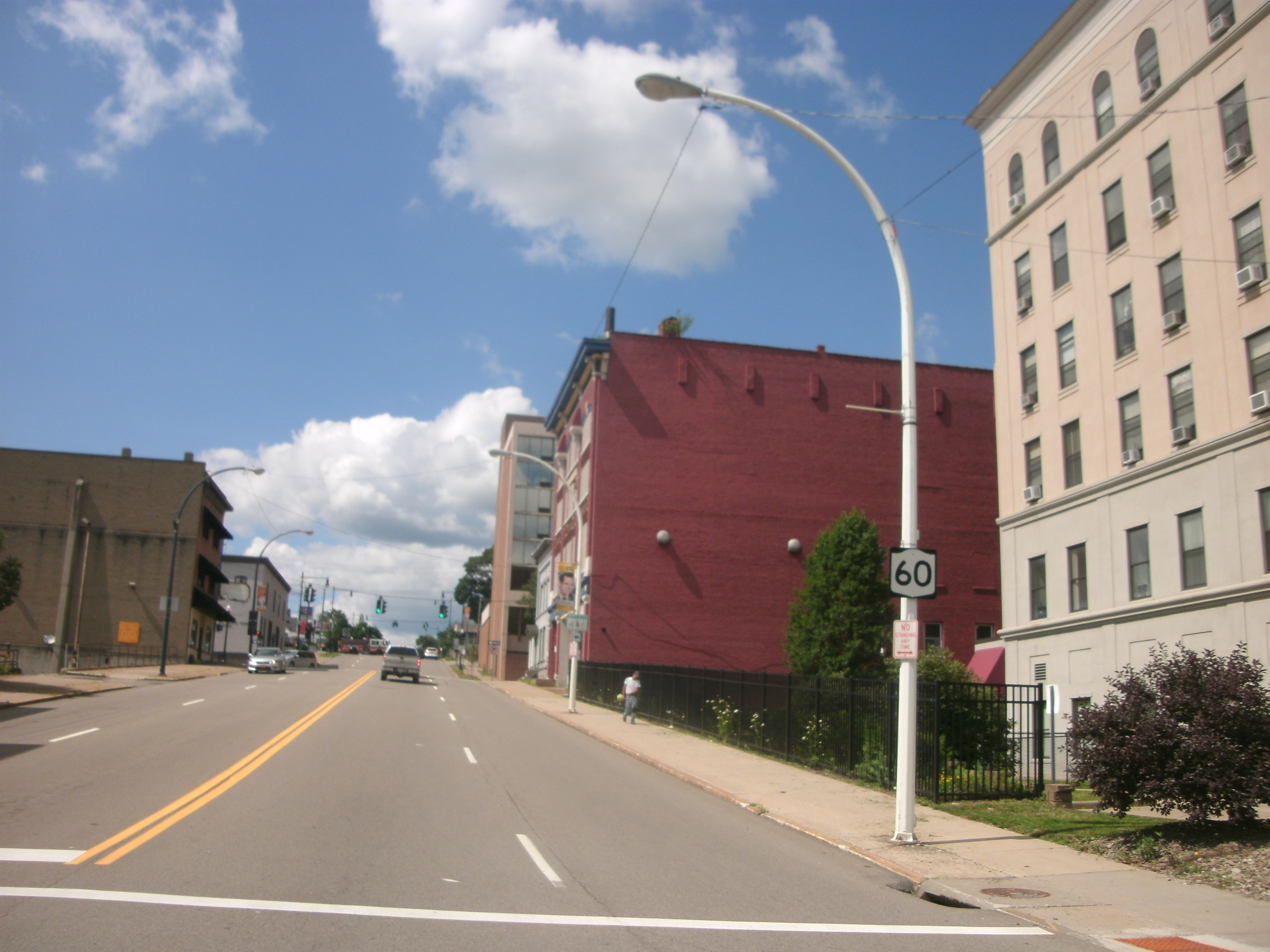
ニューヨーク州道60号線
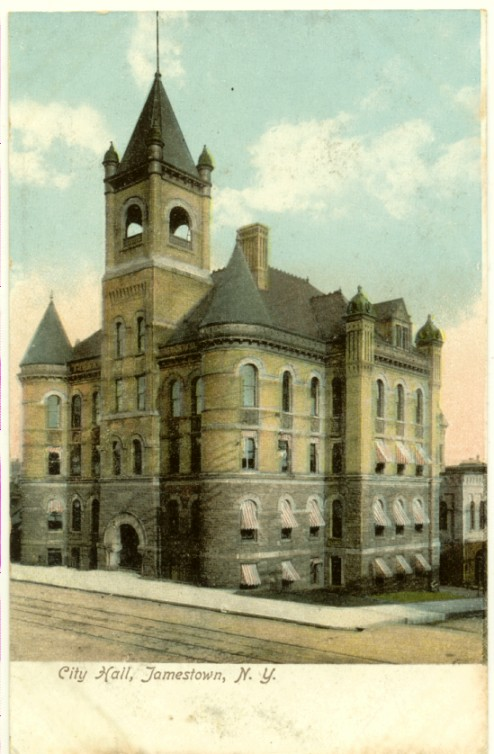
市役所、1901年から1907年の絵葉書
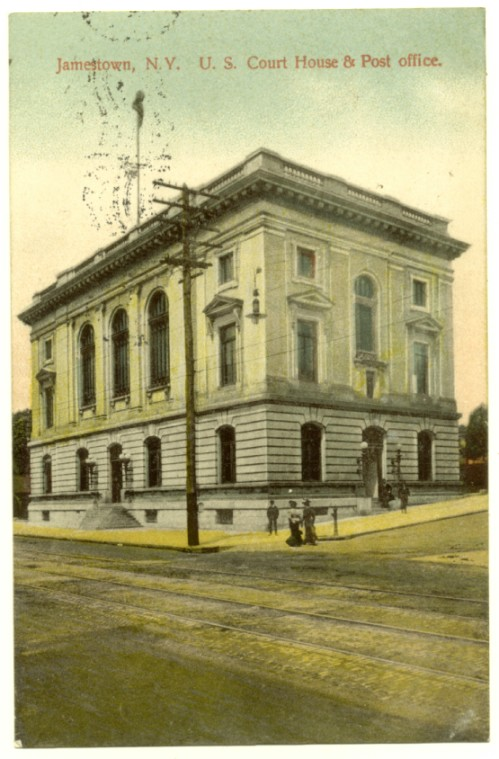
アメリカ合衆国裁判所、郵便局、1908年に発送された絵葉書
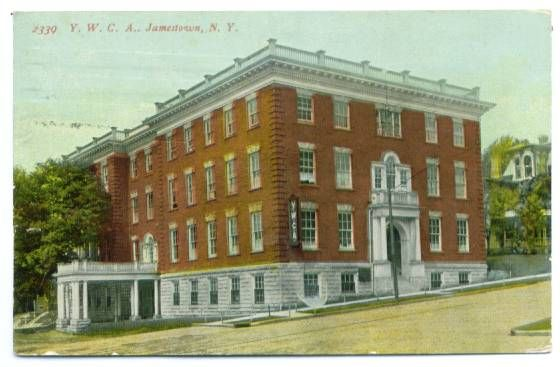
Y.W.C.A.、1913年に発送された絵葉書
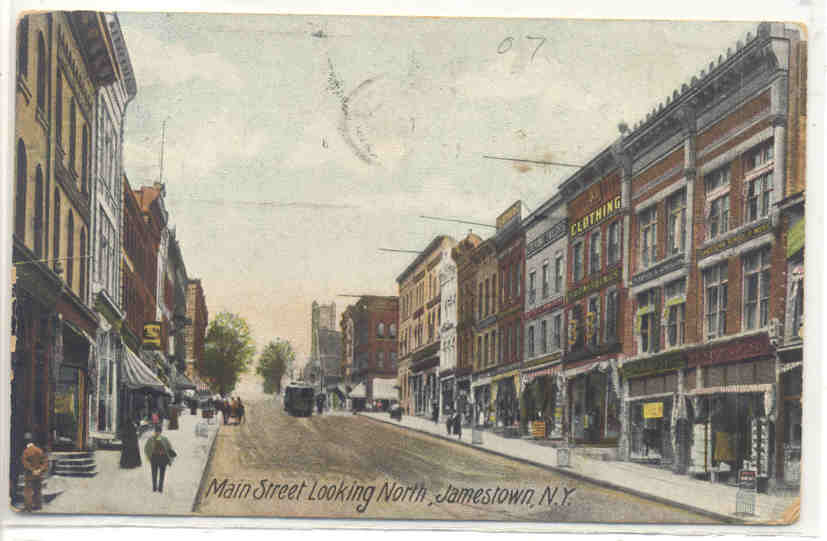
メインストリート、北を望む、1907年の絵葉書

## 気候
| ジェームズタウンの気候    | ジェームズタウンの気候 | ジェームズタウンの気候 | ジェームズタウンの気候 | ジェームズタウンの気候 | ジェームズタウンの気候 | ジェームズタウンの気候 | ジェームズタウンの気候 | ジェームズタウンの気候 | ジェームズタウンの気候 | ジェームズタウンの気候 | ジェームズタウンの気候 | ジェームズタウンの気候 | ジェームズタウンの気候 |
| 月                        | 1月                    | 2月                    | 3月                    | 4月                    | 5月                    | 6月                    | 7月                    | 8月                    | 9月                    | 10月                   | 11月                   | 12月                   | 年                     |
| ------------------------- | ---------------------- | ---------------------- | ---------------------- | ---------------------- | ---------------------- | ---------------------- | ---------------------- | ---------------------- | ---------------------- | ---------------------- | ---------------------- | ---------------------- | ---------------------- |
| 平均最高気温 °F （°C）    | 31.9 (−0.1)            | 34.8 (1.6)             | 43.7 (6.5)             | 56.9 (13.8)            | 67.8 (19.9)            | 76.3 (24.6)            | 80.0 (26.7)            | 79.0 (26.1)            | 71.8 (22.1)            | 59.7 (15.4)            | 47.9 (8.8)             | 35.8 (2.1)             | 57.1 (13.9)            |
| 平均最低気温 °F （°C）    | 14.5 (−9.7)            | 14.9 (−9.5)            | 22.1 (−5.5)            | 33.3 (0.7)             | 42.0 (5.6)             | 52.1 (11.2)            | 55.9 (13.3)            | 54.7 (12.6)            | 47.3 (8.5)             | 37.5 (3.1)             | 29.8 (−1.2)            | 20.7 (−6.3)            | 35.4 (1.9)             |
| 降水量 inch （mm）        | 2.94 (74.7)            | 2.57 (65.3)            | 2.96 (75.2)            | 3.59 (91.2)            | 4.16 (105.7)           | 4.59 (116.6)           | 4.82 (122.4)           | 3.84 (97.5)            | 4.29 (109)             | 3.70 (94)              | 4.26 (108.2)           | 3.59 (91.2)            | 45.31 (1,150.9)        |
| 降雪量 inch （cm）        | 25.7 (65.3)            | 16.7 (42.4)            | 12.4 (31.5)            | 2.8 (7.1)              | 0 (0)                  | 0 (0)                  | 0 (0)                  | 0 (0)                  | 0 (0)                  | .3 (0.8)               | 8.1 (20.6)             | 20.8 (52.8)            | 86.9 (220.7)           |
| 平均降水日数 （≥0.01 in） | 17.3                   | 13.1                   | 13.1                   | 12.5                   | 11.5                   | 11.9                   | 11.2                   | 10.7                   | 10.3                   | 12.2                   | 13.2                   | 16.2                   | 153.2                  |
| 平均降雪日数 （≥0.1 in）  | 11.8                   | 8.9                    | 5.7                    | 1.3                    | 0                      | 0                      | 0                      | 0                      | 0                      | .3                     | 3.1                    | 9.1                    | 40.3                   |
| 出典：NOAA                |                        |                        |                        |                        |                        |                        |                        |                        |                        |                        |                        |                        |                        |

## 人口動態
以下は2000年国勢調査による人口統計データである。
| 基礎データ - 人口: 31,730 人 - 世帯数: 13,558 世帯 - 家族数: 7,904 家族 - 人口密度: 1,364.3人/km2（3,534.6 人/mi2） - 住居数: 15,027 軒 - 住居密度: 646.1軒/km2（1,673.9 軒/mi2） 人種別人口構成 - 白人: 91.52% - アフリカン・アメリカン: 3.39% - ネイティブ・アメリカン: 0.64% - アジア人: 0.44% - 太平洋諸島系: 0.05% - その他の人種: 1.8% - 混血: 2.16% - ヒスパニック・ラテン系: 4.94% 先祖による構成 - イタリア系：19.7% - スウェーデン系：18.1% - ドイツ系：12.8% - アイルランド系：9.0% - イギリス系：8.7% - アメリカ人：5.5% | 年齢別人口構成 - 18歳未満: 25.8% - 18-24歳: 9.1% - 25-44歳: 28.1% - 45-64歳: 20.9% - 65歳以上: 16.0% - 年齢の中央値: 36歳 - 性比（女性100人あたり男性の人口） - 総人口: 91.0 - 18歳以上: 87.3 世帯と家族（対世帯数） - 18歳未満の子供がいる: 29.4% - 結婚・同居している夫婦: 39.1% - 未婚・離婚・死別女性が世帯主: 14.5% - 非家族世帯: 41.7% - 単身世帯: 35.0% - 65歳以上の老人1人暮らし: 13.9% - 平均構成人数 - 世帯: 2.29人 - 家族: 2.94人 収入と家計 - 収入の中央値 - 世帯: 25,837米ドル - 家族: 33,675米ドル - 性別 - 男性: 30,003米ドル - 女性: 20,039米ドル - 人口1人あたり収入: 15,316米ドル - 貧困線以下 - 対人口: 19.5% - 対家族数: 15.8% - 18歳未満: 29.1% - 65歳以上: 10.2% |

## 市政府
ジェームズタウン市は市長・市政委員会方式の政府を採用している。

### 行政府
行政は4年間任期で選出される市長が担当し、再選の制限は無い。各部門の長は市長が指名する。
| 順番 | 氏名                              | 就任          | 離任           | 政党   |
| ---- | --------------------------------- | ------------- | -------------- | ------ |
| 1    | オスカー・F・プライス             | 1886年4月13日 | 1894年5月7日   |        |
| 2    | エリエザー・グリーン              | 1894年5月7日  | 1898年4月11日  |        |
| 3    | ヘンリー・H・クーパー             | 1898年4月11日 | 1900年         |        |
| 4    | J・エミール・ジョンソン           | 1900年        | 1906年4月9日   | 共和党 |
| 5    | ジェイムズ・L.ウィークス          | 1906年4月9日  | 1908年         | 共和党 |
| 6    | サミュエル・A・カールソン         | 1908年        | 1928年         | 共和党 |
| 7    | ラース・ラーソン                  | 1928年        | 1930年         |        |
| 8    | サミュエル・A・カールソン         | 1930年        | 1933年12月31日 | 共和党 |
| 9    | レオン・F・ロバーツ               | 1934年1月1日  | 1938           | 民主党 |
| 10   | ハリー・C・エリクソン             | 1938年        | 1941年         |        |
| 11   | サミュエル・A・ストロース         | 1941年        | 1951年         |        |
| 12   | スタンリー・A・ウィークス         | 1951年        | 1954年         |        |
| 13   | サミュエル・A・ストロース         | 1954年        | 1955年         |        |
| 14   | カール・F・サンフォード           | 1955年        | 1961年         |        |
| 15   | ウィリアム・D・ホワイトヘッド     | 1961年        | 1963年         |        |
| 16   | フレデリック・H・ダン             | 1963年        | 1967年         |        |
| 17   | フレデリック・H・ダン             | 1967年        | 1969年         | 共和党 |
| 18   | スタンリー・ネルソン・ランディン  | 1969年        | 1976年         | 民主党 |
| 19   | スティーブン・B・カールソン       | 1976年        | 1990年         | 民主党 |
| 20   | ドナルド・W・アールストローム     | 1990年        | 1992年         | 共和党 |
| 21   | キャロリン・ギフォード・シーモア  | 1992年        | 1994年         | 民主党 |
| 22   | リチャードA・キンボール・ジュニア | 1994年        | 2000年         | 共和党 |
| 23   | サミュエル・テレシ                | 2000年        | 現職           | 民主党 |

### 立法府
立法府は9人の委員からなる市政委員会であり、2年毎に選出され、再選の制限は無い。委員のうち6人は6つの小選挙区から各1人が選ばれる。3人は市全体を選挙区に選ばれる。

## 文化

### 博物館
- フェントン歴史センター[16]は第25代ニューヨーク州知事を務めたジェームズタウンの元住人リューベン・フェントンにちなんで名付けられた
- ルシル・ボール＝デジ・アーナズ・センターは、ジェームズタウン生まれの著名人ルシル・ボールに捧げられており、2011年8月にボールの生誕100周年を祝った
- ロバート・H・ジャクソン・センター[17]は、 ロバート・ジャクソンの生涯と遺産を保存するために建設された
- ロジャー・トーリー・ピーターソン自然史研究所[18]は博物学者ロジャー・トーリー・ピーターソンの遺産を受け、自然の教育と研究を促進し、それによって自然世界に対する称賛と責任の知識を創り出している
- ルシル・M・ライト航空博物館はジェームズタウン中心街の北メインストリート300にある[19]
- ジェームズタウン・ゲイトウェイ鉄道駅はジェームズタウン中心街の西2番通り211-217にある

### スポーツ
ニューヨーク・ペンリーグに属する野球チーム、ジェームズタウン・ジャマーズが市を本拠地にしている。ピッツバーグ・パイレーツの傘下、1Aのショートシーズン・チームである。2014年のシーズン後、ウェストバージニア州モーガンタウンへの転出を発表した。
ノースイースタン・フットボール・アライアンスに属するセミプロ・フットボールチームのジェームズタウン・チーフスもジェームズタウンを本拠地にしている。
ジェームズタウン貯蓄銀行アイスアリーナは市内にある観客席1,900席のアイスアリーナである。このアリーナで試合を行ったチームとしては、ノースアメリカン・ホッケーリーグのジェームズタウン・アイアンメン、グレート・メトロ・ジュニアA・ホッケーリーグのジェームズタウン・ジェッツ、ミッド・アトランティック・ホッケーリーグの準プロであるジェームズタウン・バイキングス、ノースイースタン・ホッケーリーグのジェームズタウン・タイタンズ、および現在のノースアメリカン3・ホッケーリーグのサザン・ティア・イクスプレスがある。
ジェームズタウン高校の男女バスケットボールチームが何度もセクションとディビジョンで優勝して来ている。フットボールチームはニューヨーク州選手権で5度出場し、4度優勝した。
2011年8月に第15回ベーブルース・ワールドシリーズを開催した
2011年世界ジュニア・アイスホッケー選手権開催に先立って、ジェームズタウン貯蓄銀行アイスアリーナでエキシビション・ゲームを3試合開催した。

### 小売業
シャトークア・モールが近くのレイクウッド・ビレッジにある。
ジェームズタウンでは初のジェームズウェイ（ディスカウントストア）が開店した。後にシャトークア・モールに移転した。

## 主要雇用主
ジェームズ地域には幾つか大型製造業の工場があり、地域の主要な雇用主となっている。ブッシュ・インダストリーズは組み立て式家具のメーカーである。カミンズ・インコーポレイテッドはディーゼルエンジンのメーカーであり、大型車両用ディーゼルエンジン工場はジェームズタウンのすぐ西、バスティの町にあるが、ジェームズタウン・エンジン工場と呼ばれている。SKFエアロエンジンは元MRCベアリングである。その他タイタンX・エンジン・クーリング Inc.、ジェームズタウン・コンテナ会社（波板コンテナのメーカー）、トラック・ライト（トラック照明システムのメーカー）、ブラックストーン（シートメタルのメーカー）がある。近年周辺地域で開店したチェーン店としては、ウォルマート、Kマート、ウェグマンズ、サムズクラブ、CVS、ライトエイドがある。
「コネクション」が発注している電話受付センターは、ジェームズタウンの2番通りとワシントン通りの角にあるファニチャー・マート・ビルに入っており、大きな雇用主である。本社はミネソタ州にある。
WCA病院（女性クリスチャン協会）は1885年5月23日の設立であり、看護学校もあった。現在はジェームズタウン・コミュニティカレッジが2年制の看護師養成コースで対応している。医療技術と放射線治療技術の学校を運営している。ジェームズタウン総合病院が現在もジョーンズヒルにあるが、現在は公営ではなく、WCAヘルスケア・システムの一部になっている。精神医療部の他、身体、薬物、アルコールに対するリハビリテーション部もある。WCAの本部はアレン通りとフット・アベニューの角にある。
ジェームズタウン都市圏は印象的な農業地域の中心であり続けている。地域の指導的生産者は、ウェルチズ、モージェン・デイビッド、クラフト・フーズ、レッド・ウィングである。シャトークア郡には約2,200の農場があり、ニューヨーク州の全郡の中で最も多い。主要産品は牛乳だが、ワインやジェリー・ブドウの生産量も高い。コンコード・ブドウの生産量ではカリフォルニア州に次いで国内第2位である。

## 教育
ジェームズタウン・コミュニティカレッジは2年制教育を行う他、幾つかの大学との編入協定を通じて4年制学位を取得できる。近年、最新式のLEED認証科学ビルと3つの住居ホールを追加した。ジェームズタウン実業カレッジは中心街中核部の近くにあり、4年制学位を提供している。
市内の公立学校には、ジェームズタウン高校、パーセル、ジョージ・ワシントン、トーマス・ジェファーソンの中学校3校、小学校6校がある。
レッド・レイダー・マーチングバンドが2014年ニューヨーク州フィールドバンド・カンファランス選手権で優勝しており、バンズ・オブ・アメリカのコンペでも常に10傑に入っている。2004年のフェデックス・オレンジボウルでは試合前のショーを行った。2007年12月、フロリダ州に行ってシトラス・ボウルで演技した。
市内にあるその他の公立学校として、レイクウッドとの市境にあるサウスウェスタン中央学校は幼稚園から12年生を教えている。
サウスウェスタン中央教育学区には1,499人の児童生徒が就学している。大きなキャンパスに3つの建物がある。2002年9月に開校したサウスウェスタン小学校には幼稚園前から5年生の655人の児童が通っている。6年生から8年生を教える中学校には356人、9年生から12年生を教える高校には441人が通っている。
サウスウェスタン中央教育学区は市の西端にある。その学区にはレイクウッドやセロロンのビレッジ、バスティの町、ウェストエリコットの田園部や郊外部が入っている。ジェームズタウンと周辺地域では人口が約6万人となり、ペンシルベニア州エリー市からは東に40マイル (64 km)、バッファロー市からは南西に70マイル (112 km) に位置している。

## 交通

### 空港
ジェームズタウン市の北にシャトークア郡・ジェームズタウン空港があり、定期便やチャーター便が運航されている。

### バス
エリー市のコーチUSAがバス便を運行している。グレイハウンドにはバッファロー市で乗り継ぐことができる。シャトークアCARTSの郡全体のバス便があり、また幾つかの会社のタクシーもある。

### 鉄道

#### 長距離鉄道
現在のジェームズタウンはウェスタン・ニューヨーク・アンド・ペンシルベニア鉄道の本線上にあり、貨物列車が運行されている。アムトラックはこの地域を通っていないが、コーチUSAの現行線をスルーウェイ・モーターコーチのバス便が運行されており、バッファローのイクスチェンジ通り駅から旅客列車を利用できる。
1970年代までは、ニューヨーク市とシカゴ市を結ぶエリー鉄道など4つの鉄道会社線がジェームズタウンを通っていた。
1976年エリー・ラッカワナ鉄道がコンレールに吸収され、最後は1998年にノーフォーク・サザン鉄道とCSXトランスポーテーションに併合された。
エリー鉄道が使っていたジェームズタウン駅は現在も残っており、2003年にアメリカ合衆国国家歴史登録財に指定された。

#### 電鉄
電気都市間鉄道であるジェームズタウン・ウェストフィールド・アンド・ノースウェスタン鉄道が、ジェームズタウン、メイビル、ウェストフィールドの3つの町を繋ぎ、シャトークア湖の北側を通っていた。旅客電車は1947年に停止され、貨物のみ運行されていたが、それも1950年に終わった。軌道と通行権は緩りと消えて行った。

## 著名な出身者
- ルシル・ボール、女優、コメディアン、実業家、ジェームズタウンで生まれ、近くのセロロンで育った[23]
- ニック・カーター、歌手、バンド、バックストリート・ボーイズのメンバー
- ロジャー・グッデル、NFLのコミッショナー、ジェームズタウンで生まれ育った
- ロバート・ジャクソン、アメリカ合衆国訴訟長官、同司法長官、同最高裁判所陪席判事、ニュルンベルク裁判の検察主任、ジェームズタウン高校卒、1910年から1934年までジェームズタウンに住んで法律実務を行い、1934年から1954年までワシントンD.C.に住んだ間も定期的に市を訪れた。1954年10月の葬儀の後に、ジェームズタウンのセントルークス・エピスコパル教会に埋葬された

## 関連図書
- Hatch, Vernelle A (1900). Illustrated History of Jamestown, Chautauqua County, N.Y.: Containing Sketches and Illustrations of the Village in the Early Days of its Existence, Together with Photographs and Biographies of the Present Time. Jamestown, NY: C.E. Burk 2014年4月20日閲覧。